# Arquidiocese de Granada
A Arquidiocese de Granada (em latim Archidiœcesis Granatensis) é uma arquidiocese da Igreja Católica sediada em Granada, na Espanha. O seu atual arcebispo metropolitano é José María Gil Tamayo. Possui cinco dioceses sufragâneas: Almeria, Cartagena, Guadix, Jaén e Málaga.
Sua sé é a Catedral de Granada, e em 2016 possuía um total de 267 paróquias, assistidas por 427 padres.

## Território
A arquidiocese compreende a cidade e a parte sul-ocidental da província de Granada. 

## História
A diocese de Granada foi eregida em 1437, como sucessora da Diocese de Elvira, criada no século III, na cidade de Elvira. Foi elevada a arquidiocese metropolitana em 10 de dezembro de 1492.
Em 1563 foi criado o seminário diocesano, dedicado a São Cecílio, convertendo uma colégio eclesiástico já existente.
Nos séculos XVIII e XIX, a vida da Arquidiocese sofreu sérias conseqüências por causa da situação política hostil à Igreja. A invasão napoleônica causou sérios danos ao patrimônio artístico e aos lugares de culto. A exclusão levou ao abandono das ordens religiosas, dos mosteiros e conventos. Finalmente, as desarmotizações prejudicaram a renda econômica da arquidiocese.

## Prelados
Administração local:
| #                      | Nome                                   | Período    | Notas                                       |
| Arcebispos             | Arcebispos                             | Arcebispos | Arcebispos                                  |
| ---------------------- | -------------------------------------- | ---------- | ------------------------------------------- |
| 46º                    | José María Gil Tamayo                  | 2023-      | Atual                                       |
| 45º                    | Francisco Javier Martínez Fernández    | 2003–2023  | Arcebispo emérito                           |
| 44º                    | Antonio Cañizares Llovera              | 1997–2002  | Nomeado Arcebispo de Toledo                 |
| 43º                    | José Méndez Asensio                    | 1978–1997  |                                             |
| 42º                    | Emilio Benavent Escuín                 | 1974–1977  |                                             |
| 41º                    | Rafael García y García de Castro       | 1953–1974  |                                             |
| 40º                    | Balbino Santos Olivera                 | 1946–1953  |                                             |
| 39º                    | Augustin Cardeal Parrado y Garcia      | 1934–1946  |                                             |
| 38º                    | Vicente Cardeal Casanova y Marzol      | 1921–1930  |                                             |
| 37º                    | José Meseguer y Costa                  | 1905–1920  |                                             |
| 36º                    | José Moreno y Mazón                    | 1885–1905  |                                             |
| 35º                    | Bienvenido Monzón Puente               | 1866–1885  | Nomeado Arcebispo de Sevilha                |
| 34º                    | Salvador Reyes y García de Lara        | 1851–1865  |                                             |
| 33º                    | Luis Antonio Figueras y Sión           | 1848–1850  |                                             |
| 32º                    | Juan José Bonel y Orbe                 | 1838–1847  |                                             |
| 31º                    | Blas Joaquín Álvarez de Palma          | 1814-1837  |                                             |
| 30º                    | Juan Manuel Moscoso y Peralta          | 1789–1811  |                                             |
| 29º                    | Basilio Tomás Sancho Hernando, Sch.P.  | 1787–1787  |                                             |
| 28º                    | Antonio Jorge y Galván                 | 1776–1787  |                                             |
| 27º                    | Pedro Antonio Barroeta y Ángel         | 1757–1775  |                                             |
| 26º                    | Onésimo de Salamanca                   | 1752–1757  | Nomeado Arcebispo de Burgos                 |
| 25º                    | Felipe de los Tueros y Huerta          | 1724–1751  |                                             |
| 24º                    | Francisco de Perea y Porras            | 1720–1723  |                                             |
| 23º                    | Martín de Azcargorta                   | 1693–1719  |                                             |
| 22º                    | Alonso Bernardo de los Ríos y Guzmán   | 1677–1692  |                                             |
| 21º                    | Francisco Roiz y Mendoza               | 1673–1677  |                                             |
| 20º                    | Diego Escolano y Ledesma               | 1668–1672  |                                             |
| 19º                    | José de Argáiz                         | 1654–1667  |                                             |
| 18º                    | Antonio Calderón                       | 1654–1654  |                                             |
| 17º                    | Martín Carrillo de Alderete            | 1641–1653  |                                             |
| 16º                    | Fernando de Llano y Valdés             | 1633–1639  |                                             |
| 15º                    | Miguel Santos de San Pedro             | 1630–1633  |                                             |
| 14º                    | Agustín de Spínola Basadone            | 1626–1630  | Nomeado Arcebispo de Santiago de Compostela |
| 13º                    | Galcerán Albanell                      | 1620–1626  |                                             |
| 12º                    | Felipe de Tassis y Acuña               | 1616–1620  |                                             |
| 11º                    | Fray Pedro González de Mendoza, O.F.M. | 1610–1616  | Nomeado Arcebispo de Zaragoza               |
| 10º                    | Pedro Vaca Castro y Quiñones           | 1589–1610  | Nomeado Arcebispo de Sevilha                |
| 9º                     | Juan Méndez de Salvatierra             | 1577–1588  |                                             |
| 8º                     | Pedro Guerrero                         | 1546–1576  |                                             |
| 7º                     | Fernando Niño                          | 1542–1546  |                                             |
| 6º                     | Gaspar Ávalos de la Cueva              | 1528–1542  | Nomeado Arcebispo de Santiago de Compostela |
| 5º                     | Pedro Ramiro de Alva                   | 1526–1528  |                                             |
| 4º                     | Pedro Portocarrero                     | 1525–1526  |                                             |
| 3º                     | Francisco de Herrera                   | 1524–1524  |                                             |
| 2º                     | Antonio de Rojas Manrique              | 1507–1524  |                                             |
| 1º                     | Hernando de Talavera                   | 1492–1507  |                                             |
| Arcebispos-coadjutores |                                        |            |                                             |
|                        | José María Gil Tamayo                  | 2022-2023  |                                             |
|                        | Fernando Sebastián Aguilar, C.M.F.     | 1988-1993  | Nomeado Arcebispo de Pamplona e Tudela      |
|                        | Emilio Benavent Escuín                 | 1968-1974  |                                             |
| Bispos                 |                                        |            |                                             |
| 6º                     | Juan de Pastor                         | 1479-?     |                                             |
| 5º                     | Fernando de Castela                    | 1473-?     |                                             |
| 4º                     | Francisco de Lausana                   | 1461-?     |                                             |
| 3º                     | Diego de Guadalajara                   | 1447-?     |                                             |
| 2º                     | Juan de Haterano                       | 1442-?     |                                             |
| 1º                     | Gonzalo de Valbuena                    | 1437–1442  |                                             |
| Bispos-auxiliares      |                                        |            |                                             |
|                        | Manuel Hurtado y García                | 1943-1947  | Nomeado Bispo de Tarazona                   |
|                        | Lino Rodrigo Ruesca                    | 1929-1935  | Nomeado Bispo de Huesca                     |
|                        | Manuel Medina y Olmos                  | 1925-1928  | Nomeado Bispo de Guadix                     |
|                        | Tomás de Paredes, O.S.A.               | 1652-1667  |                                             |
|                        | Blas Tineo Palacios, O. de M.          | 1636-1654  |                                             |